# 関原六
関 原六（せき げんろく、1889年〈明治22年〉1月29日 - 1944年〈昭和19年〉4月12日）は、日本の陸軍軍人。最終階級は陸軍中将。第10代第4師団長。初代第44師団長。

## 人物
新潟県出身。
陸軍大学校（第35期）卒業
近衛歩兵第1聯隊長、歩兵第39旅団長、独立混成第5旅団長、第4師団長、第44師団長などを歴任した。

## 任官
- 1910年（明治43年）12月26日 - 陸軍歩兵少尉
- 1930年（昭和5年）8月1日 - 陸軍歩兵中佐
- 1934年（昭和9年）8月1日 - 陸軍歩兵大佐
- 1938年（昭和13年）3月1日 - 陸軍少将
- 1940年（昭和15年）12月2日 - 陸軍中将

## 栄典
位階
- 1911年（明治44年）3月10日 - 正八位[1]
- 1914年（大正3年）2月10日 - 従七位[2]
- 1919年（大正8年）3月20日 - 正七位[3]
- 1924年（大正13年）5月15日 - 従六位[4]

勲章
- 功三級金鵄勲章
- 1942年（昭和17年）7月8日 - 勲一等瑞宝章[5]